# Deyonta Davis
Deyonta Davis (ur. 2 grudnia 1996 w Muskegon) – amerykański koszykarz, występujący na pozycjach silnego skrzydłowego oraz środkowego.
W 2015 wystąpił w meczu gwiazd amerykańskich szkół średnich - McDonald’s All-American.
17 lipca 2018 został wysłany do Sacramento Kings wraz z Benem McLemorem, wyborem II rundy draftu 2021 oraz zobowiązaniami gotówkowymi w zamian za Garretta Temple. 22 września został zwolniony.
19 marca 2019 podpisał 10-dniową umowę z Atlantą Hawks. 29 marca zawarł kolejny, taki sam kontrakt. 8 kwietnia podpisał umowę do końca sezonu z Hawks. 10 czerwca został zwolniony. Dwa dni później dołączył do Houston Rockets.

## Osiągnięcia
Stan na 31 lipca 2019, na podstawie, o ile nie zaznaczono inaczej.
NCAA
- Uczestnik turnieju NCAA (2016)
- Mistrz turnieju konferencji Big Ten (2016)